# Kunstwerke aus Stiften und Klöstern in Österreich

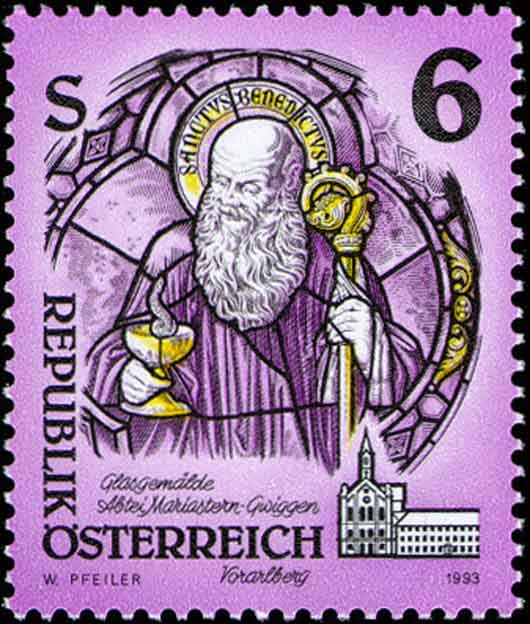
Der Wert zu 6 Schilling mit einem Glasfenster des hl. Benedikts in der Abtei Mariastern-Gwiggen

Kunstwerke aus Stiften und Klöstern in Österreich ist eine Dauermarkenserie von Österreich mit zehn Werten, die von 1993 bis 1995 erschienen ist. Jede Marke zeigt ein Kunstwerk aus einem österreichischen Stift oder Kloster.

## Entwurf und Druck
Die Marken im Hochformat wurden von Werner Pfeiler gestochen und entworfen und die Österreichische Staatsdruckerei verwendete Stichtiefdruck und Rastertiefdruck als Kombinationsdruck. Die Marken wurden in Bögen zu je 100 Stück gedruckt. Zur Markentrennung wurde die Kammzähnung verwendet.

## Auflagezahlen
Die Auflagenzahlen sind nicht bekannt, erfahrungsgemäß kann aber davon ausgegangen werden, dass sie bis zu einigen hundert Millionen je Ausgabe betrugen. Aufgrund der Portostufe und der Laufzeit sind die Dauermarke zu 5,50 und 6,00 am häufigsten produziert worden. Die Werte zu 26,00 und 30,00 sind am wenigsten verbreitet.

## Besonderheiten
Die vorhergehende Dauermarkenserie der österreichischen Post wurde mit „Stifte und Klöster in Österreich“ bezeichnet. Da diese Marken ein anderes Erscheinungsbild haben und teilweise die gleichen Wertstufen wie die Nachfolgerserie haben, wird diese Ausgabe als eigene Dauermarkenserie angesehen.
Nachfolger dieser Serie waren die Sagen und Legenden aus Österreich.

## Marktwert
Die Marken sind im postfrischen Zustand wertvoller als im gebrauchten bzw. gestempelten, da durch die häufige alltägliche Verwendung ein großer Bestand vorhanden ist.
Wie bei den meisten Briefmarken ist der Wert aus den Briefmarkenkatalogen jedoch auch hier sehr stark überzeichnet, vor allem, wenn in größeren Mengen (Kiloware) gehandelt wird. Der Preis in den Katalogen kann aber als Vergleichswert zwischen Briefmarken herangezogen werden.
Durch die Euro-Einführung verloren die Marken mit Schillingwerten deutlich an Wert, da diese nach einer Übergangszeit, in der ein Umtausch möglich war, nun nicht mehr frankaturgültig sind.
Im gestempelten Zustand ist der Preis sehr stark von der Qualität und der Lesbarkeit des Stempels (Datum, Ort, Postleitzahl) abhängig. Komplette Serien mit schönen Stempeln werden teurer gehandelt.

## Liste der Ausgaben
| Werte in Schilling | Motiv                | Kloster                      | Bundesland       | Farbe      | Ausgabedatum  | Auflagenzahl | ANK-Nummer | MiNr. |
| ------------------ | -------------------- | ---------------------------- | ---------------- | ---------- | ------------- | ------------ | ---------- | ----- |
| 1,00               | Äbtissinnenstab      | Abtei St. Gabriel (Fehring)  | Steiermark       | mehrfarbig | 28. Apr. 1995 | unbekannt    | 2185       | 2155  |
| 5,50               | Holzplastik Der Tod  | Stift Admont                 | Steiermark       | mehrfarbig | 16. Apr. 1993 | unbekannt    | 2126       | 2094  |
| 6,00               | Glasgemälde          | Abtei Mariastern-Gwiggen     | Vorarlberg       | mehrfarbig | 17. Sep. 1993 | unbekannt    | 2138       | 2108  |
| 7,00               | Marmorlöwe           | Franziskanerkloster Salzburg | Salzburg         | mehrfarbig | 18. Nov. 1994 | unbekannt    | 2174       | 2143  |
| 7,50               | Trogerfresko         | Stift Altenburg              | Niederösterreich | mehrfarbig | 29. Apr. 1994 | unbekannt    | 2155       | 2124  |
| 8,00               | Frühgotisches Portal | Stift Wilhering              | Oberösterreich   | mehrfarbig | 15. Sep. 1995 | unbekannt    | 2200       | 2169  |
| 10,00              | Hl. Peregrin Laziosi | Maria Luggau                 | Kärnten          | mehrfarbig | 26. Aug. 1994 | unbekannt    | 2165       | 2134  |
| 20,00              | Hartmannstab         | Abtei St. Georgenberg-Fiecht | Tirol            | mehrfarbig | 8. Okt. 1993  | unbekannt    | 2141       | 2109  |
| 26,00              | Mater Dolorosa       | Franziskanerkloster Schwaz   | Tirol            | mehrfarbig | 6. Okt. 1995  | unbekannt    | 2203       | 2170  |
| 30,00              | Schottenmadonna      | Schottenstift Wien           | Wien             | mehrfarbig | 7. Okt. 1994  | unbekannt    | 2171       |       |